# Pinus albicaulis
Pinus albicaulis е вид растение от семейство Борови (Pinaceae). Видът е застрашен от изчезване.

## Разпространение
Разпространен е в Канада и САЩ.